# Pierangelo Manzaroli
Pierangelo Manzaroli (Rimini, 25 maart 1969) is een voormalig San Marinees voetballer die voorkeur speelde als een middenvelder.

## Carrière
Manzaroli speelde voor SS Cosmos, SP Cailungo, ASDV San Marino en SS Pennarossa.
Nadat hij het San Marino onder 21 naar een competitieve overwinning op eigen bodem boven Wales had geleid, stapte hij over naar de taak van het seniorenteam. Hij nam de plaats in van Giampaolo Mazza. 
Manzaroli zijn eerste wedstrijd als manager was een vriendschappelijke thuiswedstrijd tegen Albanië. San Marino verloor met 0-3.
Op 15 november 2014 leidde hij zijn team naar hun eerste niet-negatieve resultaat in 10 jaar, toen San Marino thuis 0-0 gelijkspeelde tegen Estland.

## Manager statistiek
| Team       | Nat                 | Begin       | Eind           | Totaal | Totaal | Totaal | Totaal | Totaal |
| Team       | Nat                 | Begin       | Eind           | G      | W      | D      | L      | Win %  |
| ---------- | ------------------- | ----------- | -------------- | ------ | ------ | ------ | ------ | ------ |
| San Marino | Vlag van San Marino | 8 Juni 2014 | 8 Oktober 2017 | 25     | 0      | 1      | 24     | 0      |